# Tussilago farfara
 Tussilago farfara  L., 1753 è una specie di pianta angiosperma dicotiledone della famiglia delle Asteraceae (sottofamiglia Asteroideae).  Tussilago farfara è anche l'unica specie del genere  Tussilago  L., 1753.

## Etimologia
Il nome generico (Tussilago) deriva dall'uso molto antico di questa pianta nel campo della medicina popolare: tussis ed agere (= “tosse” e “fare” o “togliere”), quindi traducendo liberamente “far togliere la tosse”. I primi riferimenti si trovano già negli scritti dello scrittore e naturalista latino Gaio Plinio Secondo, conosciuto come Plinio il Vecchio (Como, 23 – Stabia, dopo l'8 settembre 79).. L'epiteto specifico (farfara) è ripreso dal nome antico in latino (da Plinio) che questa pianta aveva presso i romani: farfarum. Questo termine potrebbe derivare da farfer (= portatore di farina) e probabilmente si riferisce al tomento bianco della pianta. Un altro antico nome latino della pianta - filius ante patrem - fa riferimento al caratteristico fatto che prima fiorisce e solo poi nascono le foglie.
Il binomio scientifico attualmente accettato (Tussilago farfara), come anche il nome scientifico del genere (Tussilago), è stato proposto da Carl von Linné nella pubblicazione "Species Plantarum" (Sp. Pl. 2: 865) del 1753.

## Descrizione

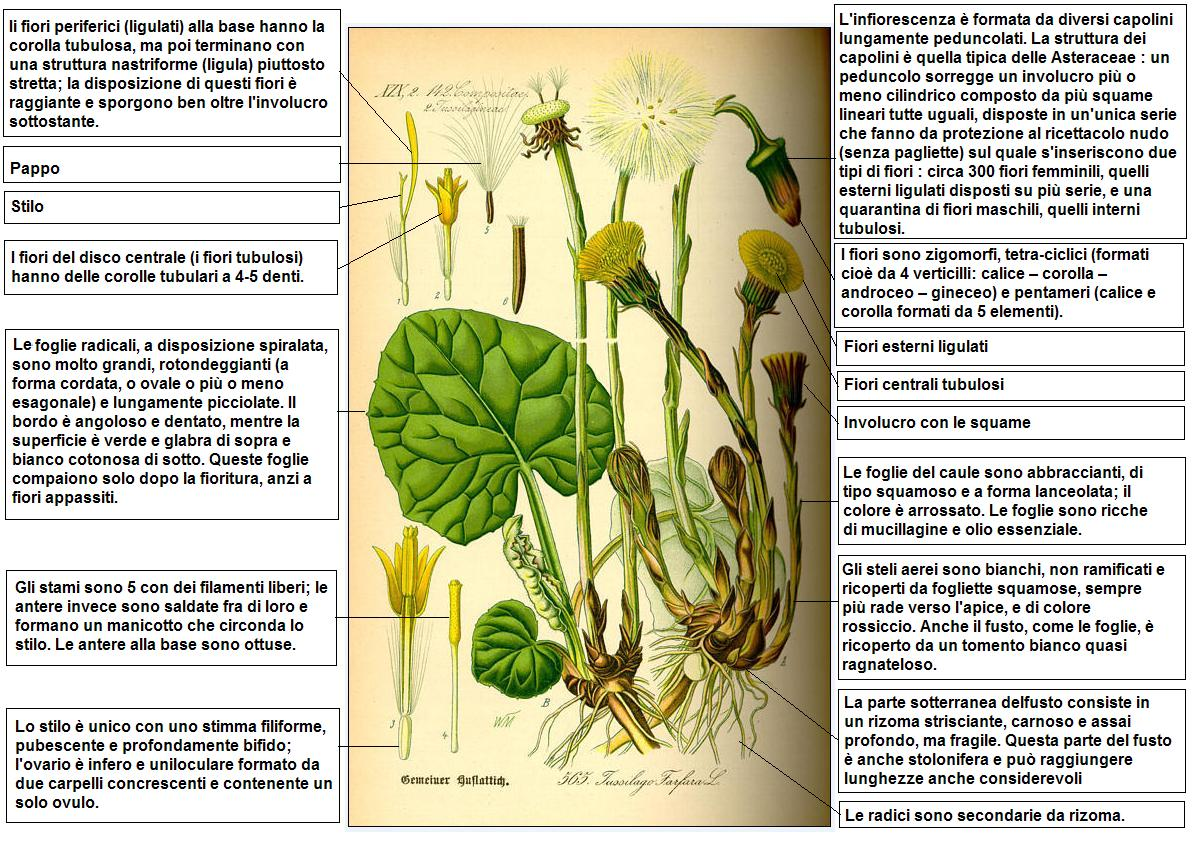
Descrizione delle parti della pianta

Habitus. L'aspetto di queste piante è erbaceo un po' cespitoso. L'altezza varia da 10 a 30 cm (minimo 5 cm). La forma biologica della specie è geofita rizomatosa (G rhiz); ossia sono piante perenni erbacee che portano le gemme in posizione sotterranea. Durante la stagione avversa non presentano organi aerei e le gemme si trovano in organi sotterranei chiamati rizomi, un fusto sotterraneo dal quale, ogni anno, si dipartono radici e fusti aerei (riproduzione vegetativa); altrimenti queste piante si possono riprodurre anche a mezzo seme. È una pianta molto precoce, tra le prime a fiorire alla fine dell'inverno.
Radici. Le radici sono secondarie da rizoma.
Fusto. 
- Parte ipogea: la parte sotterranea consiste in un rizoma strisciante, carnoso e assai profondo, ma fragile. Questa parte del fusto è anche stolonifera e può raggiungere lunghezze anche considerevoli (alcuni testi riportano lunghezze di 2 metri).
- Parte epigea: gli steli aerei sono bianchi, non ramificati e ricoperti da fogliette squamose, sempre più rade verso l'apice, e di colore rossiccio. Sia il fusto che le foglie sono ricoperti da un tomento bianco quasi ragnateloso. Dimensione degli steli: 10 – 25 cm. Diametro del rizoma: 1 cm.

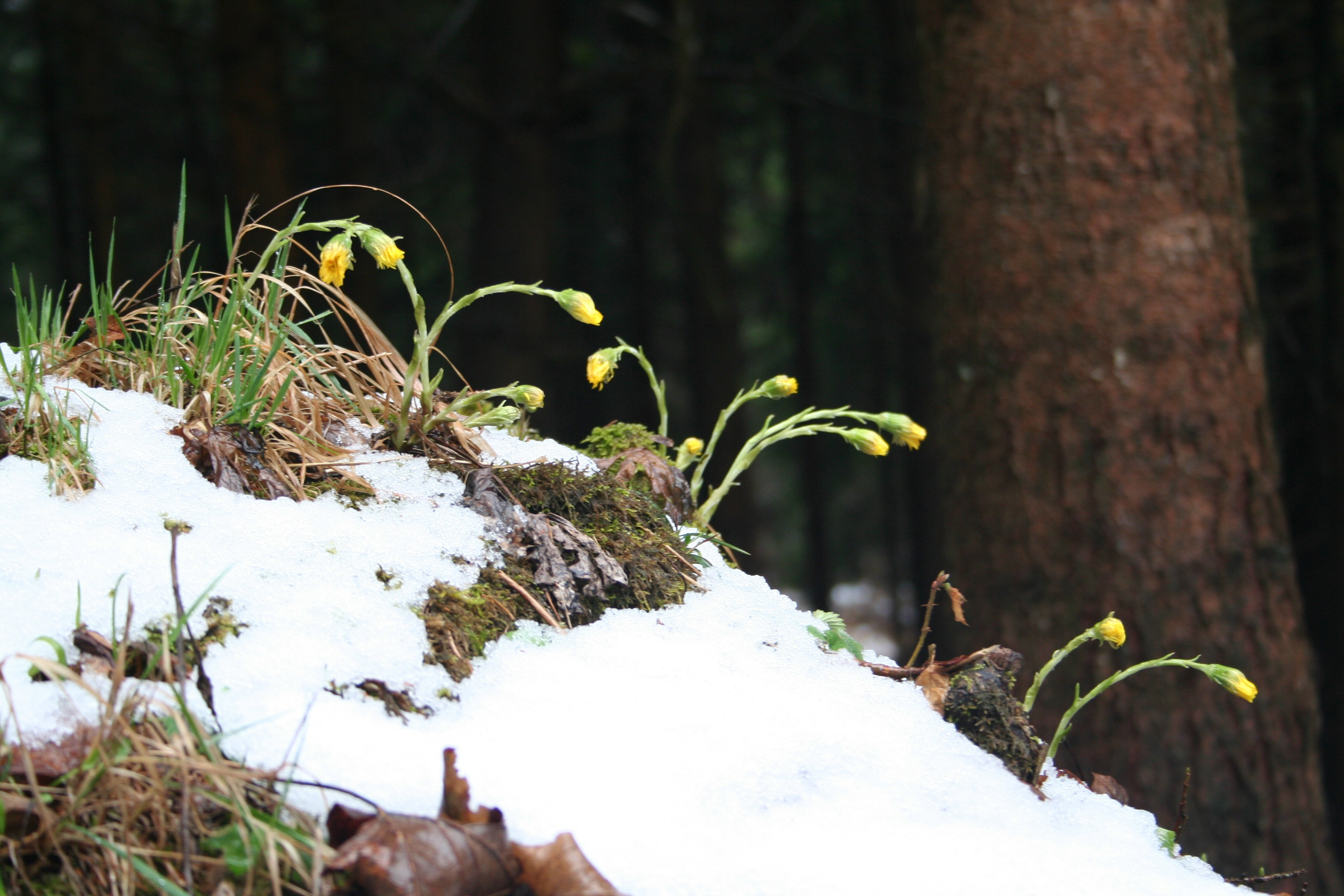
Portamento e fusto
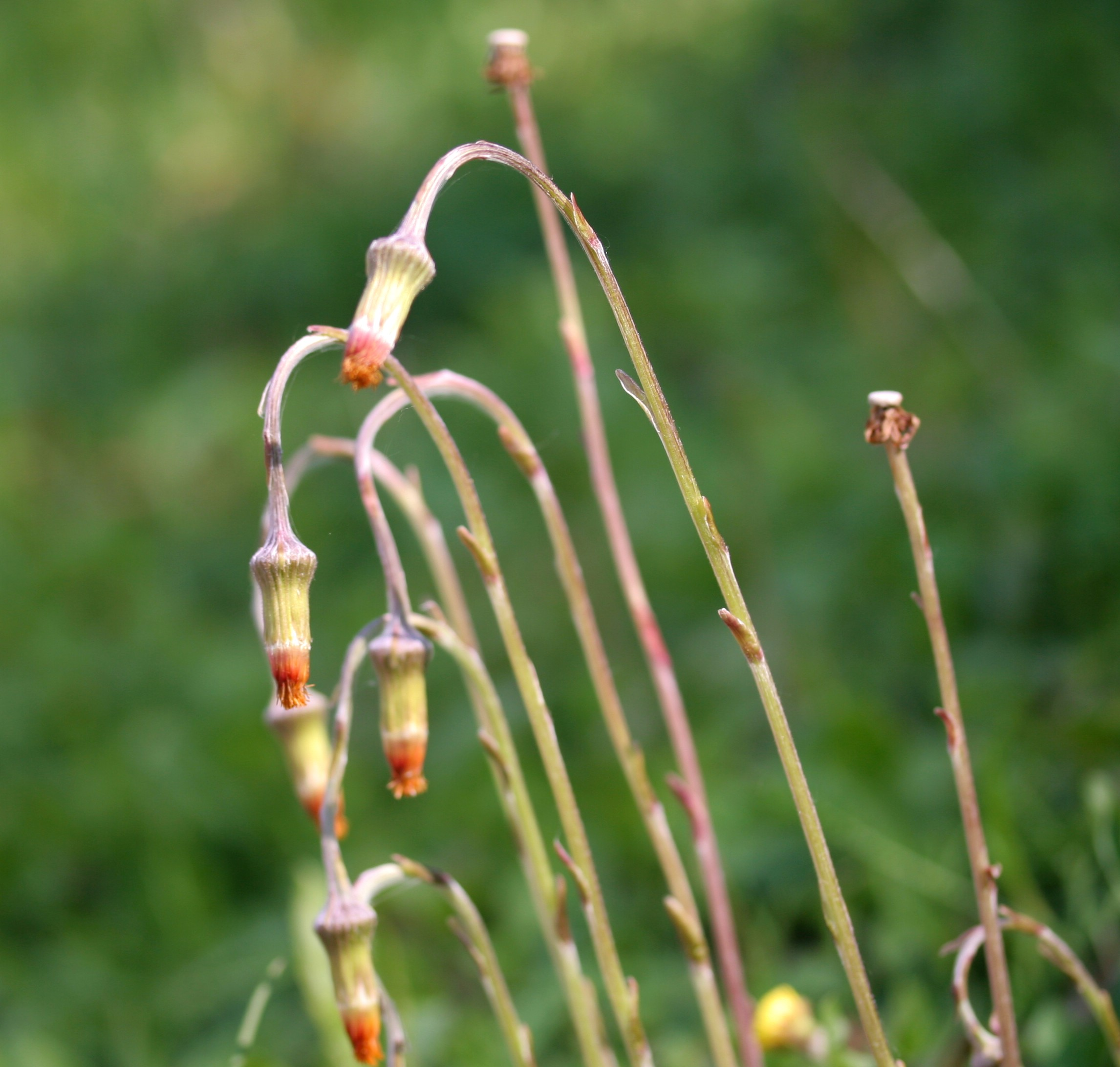
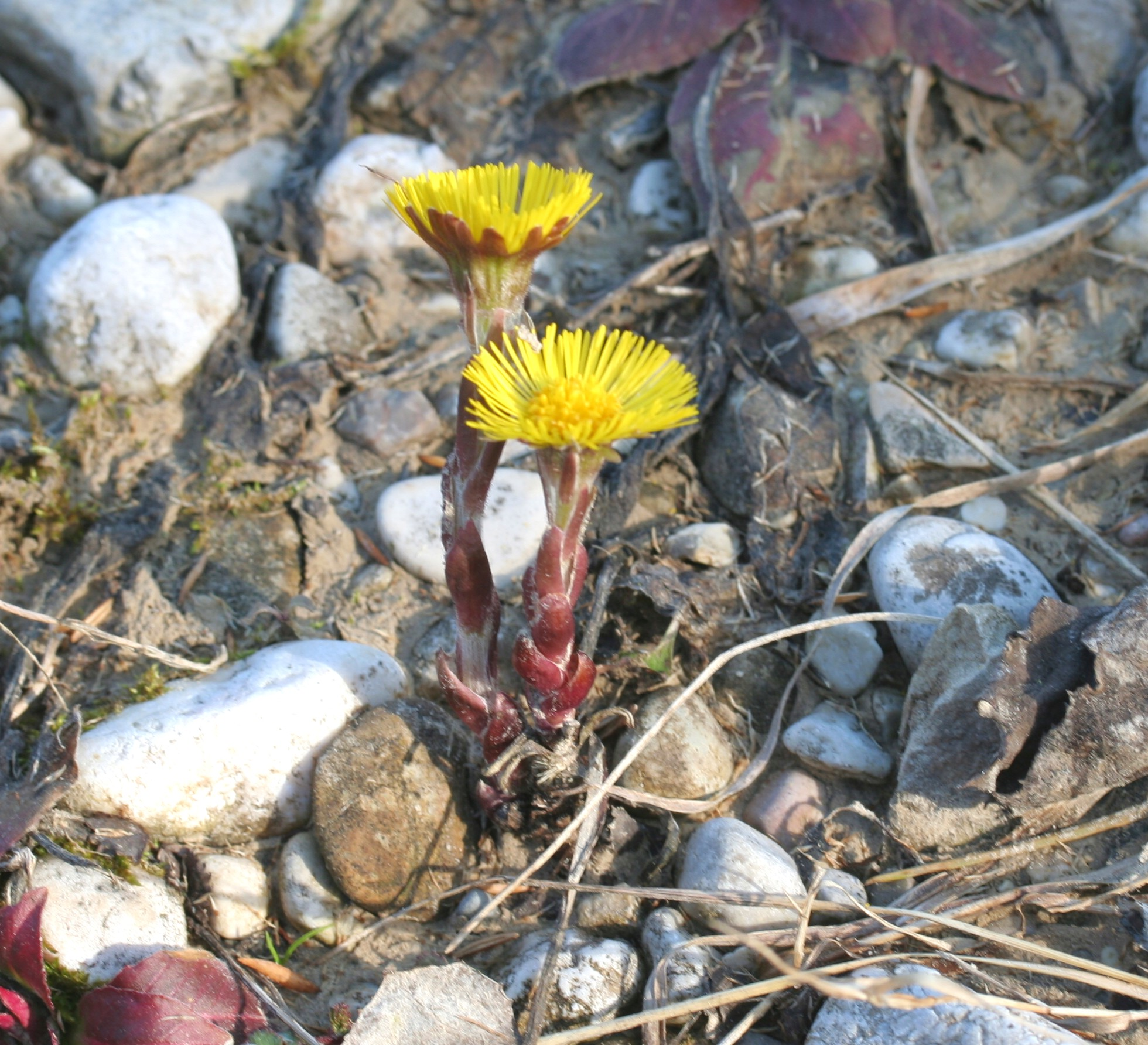
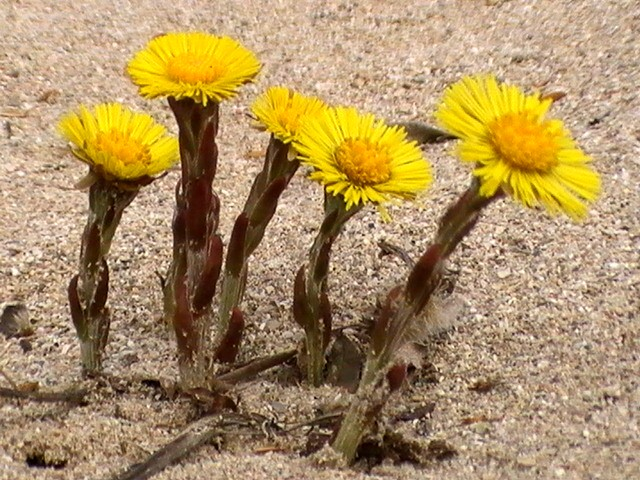

Foglie. Le foglie sono sia basali che cauline. Le foglie sono ricche di mucillagine e olio essenziale.
- Foglie basali: le foglie radicali, a disposizione spiralata, sono molto grandi, rotondeggianti (a forma cordata, o ovale o più o meno esagonale) e lungamente picciolate. Il bordo è angoloso e dentato, mentre la superficie è verde e glabra di sopra e bianco cotonosa di sotto. Queste foglie compaiono solo dopo la fioritura, anzi a fiori appassiti. Dimensione delle foglie basali: picciolo lungo 4 – 7 cm; larghezza della lamina 5 – 7 cm; l'insenatura della base (che è cuoriforme) a volte è profonda fino a 1 cm; in estate inoltrata poi crescono ulteriormente fino a 2 - 3 volte le dimensioni iniziali.
- Foglie cauline: le foglie del caule sono abbraccianti, di tipo squamoso e a forma lanceolata; il colore è arrossato. Dimensione delle foglie cauline: larghezza 5 – 8 mm; lunghezza 15 – 20 mm.

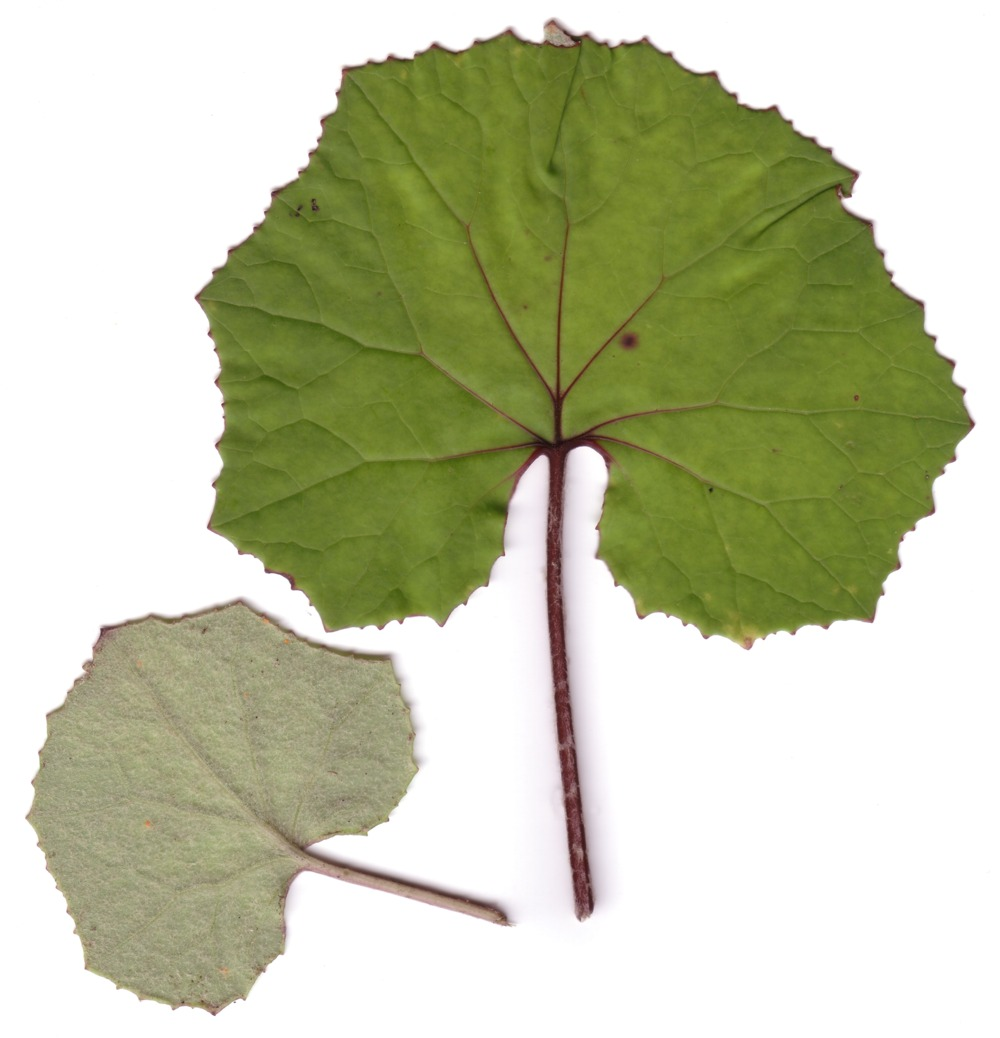
Foglie radicali
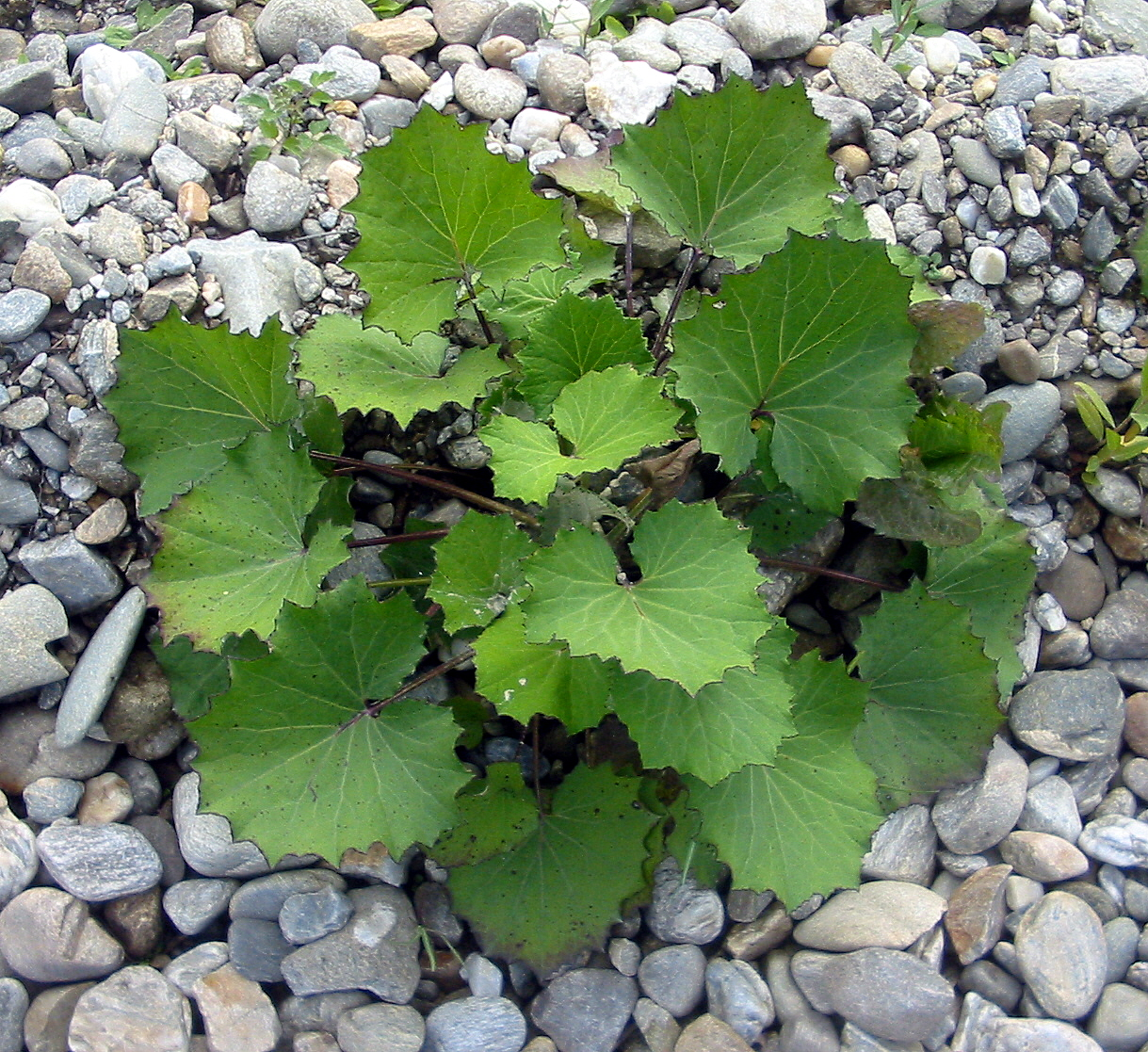
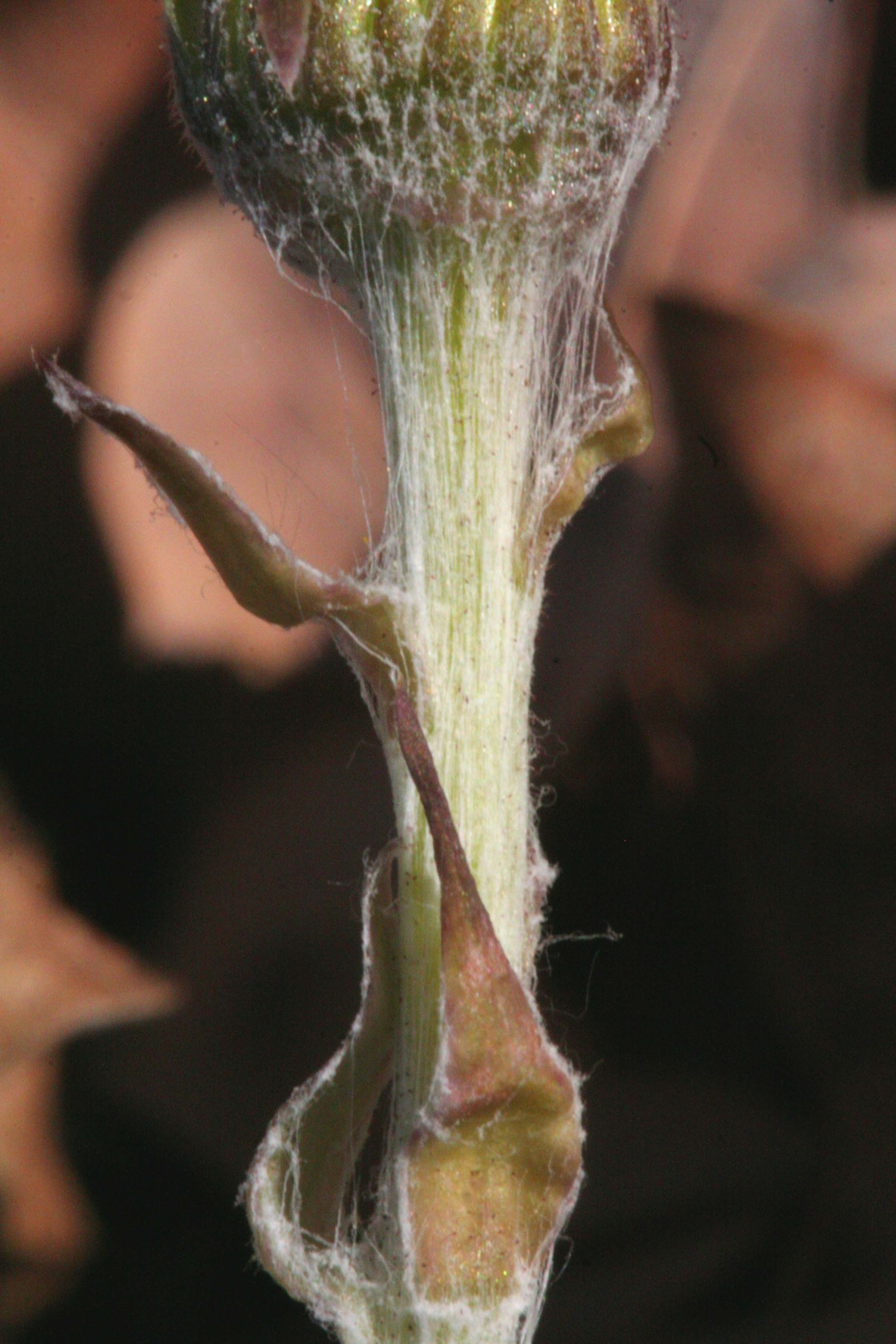
Foglie cauline
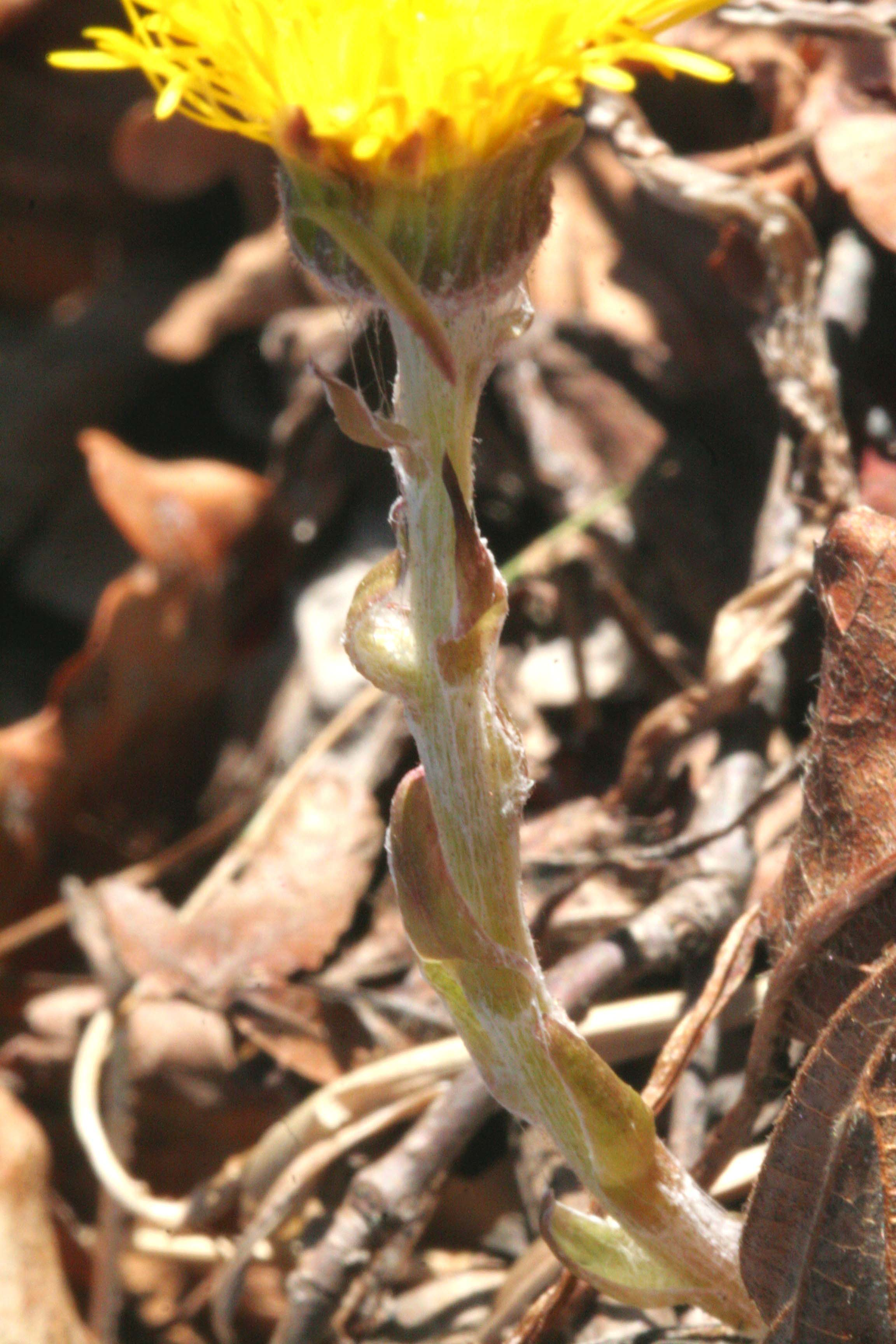

Infiorescenza. Le sinflorescenze sono formate da diversi capolini di tipo radiato lungamente peduncolati. La struttura dei capolini (l'infiorescenza vera e propria) è quella tipica delle Asteraceae: un peduncolo sorregge un involucro più o meno cilindrico composto da più brattee lineari (una ventina circa) e tutte uguali, disposte in un'unica serie (a volte è presente una seconda serie basale con poche brattee), che fanno da protezione al ricettacolo nudo (senza pagliette) sul quale s'inseriscono due tipi di fiori: circa 200-300 fiori femminili, quelli esterni ligulati disposti su più serie, e una quarantina di fiori ermafroditi (ma con stilo sterile e quindi fondamentalmente maschili), quelli interni tubulosi. Il portamento dei singoli capolini è particolare: è inclinato verso terra prima della fioritura, si raddrizzano all'antesi per poi ripiegarsi alla fruttificazione. Dimensione delle squame involucrali: larghezza 1,5 mm; lunghezza 15 mm. Diametro dei capolini: 2 – 3 cm. Diametro dell'involucro 10 – 15 mm. 

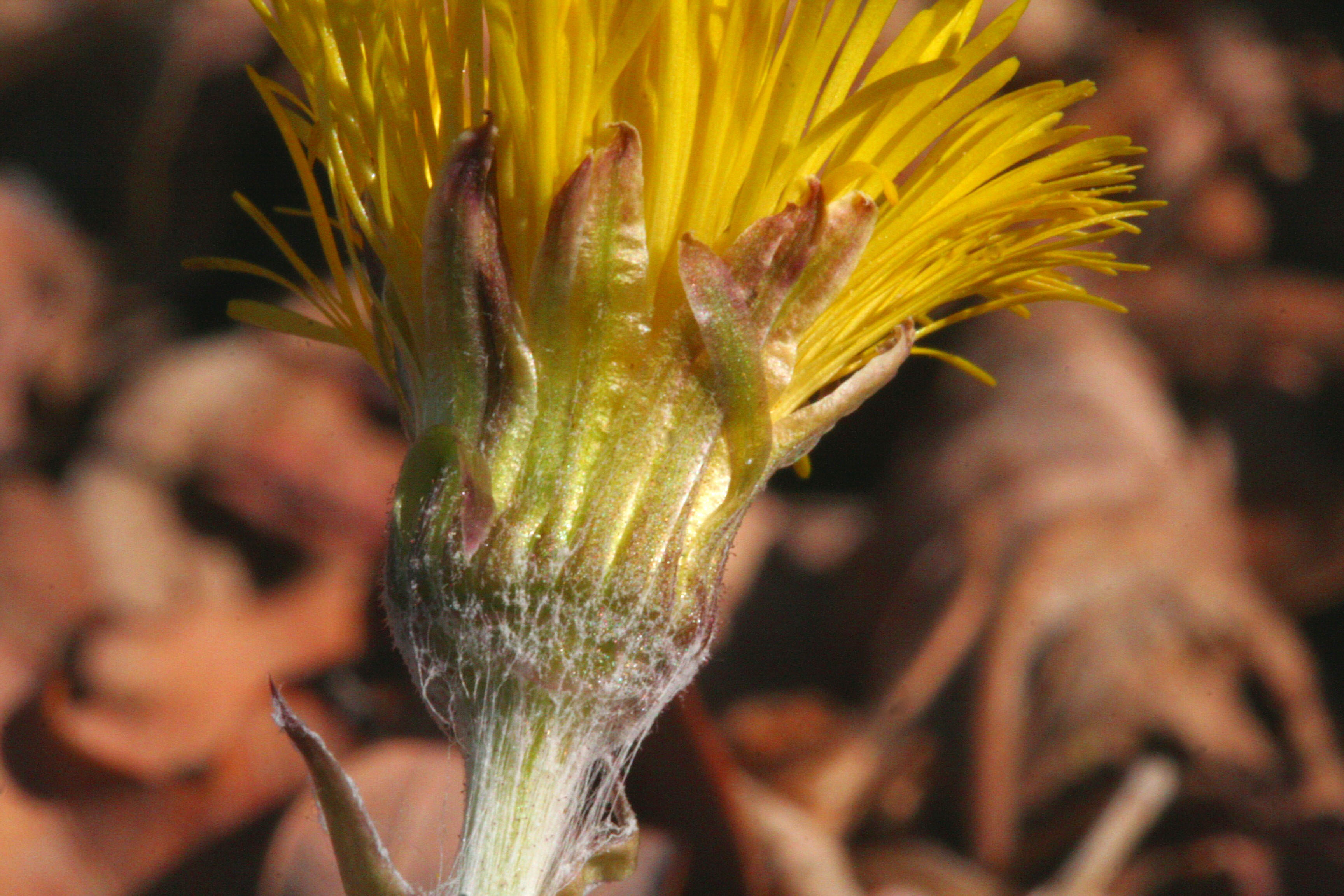
Involucro
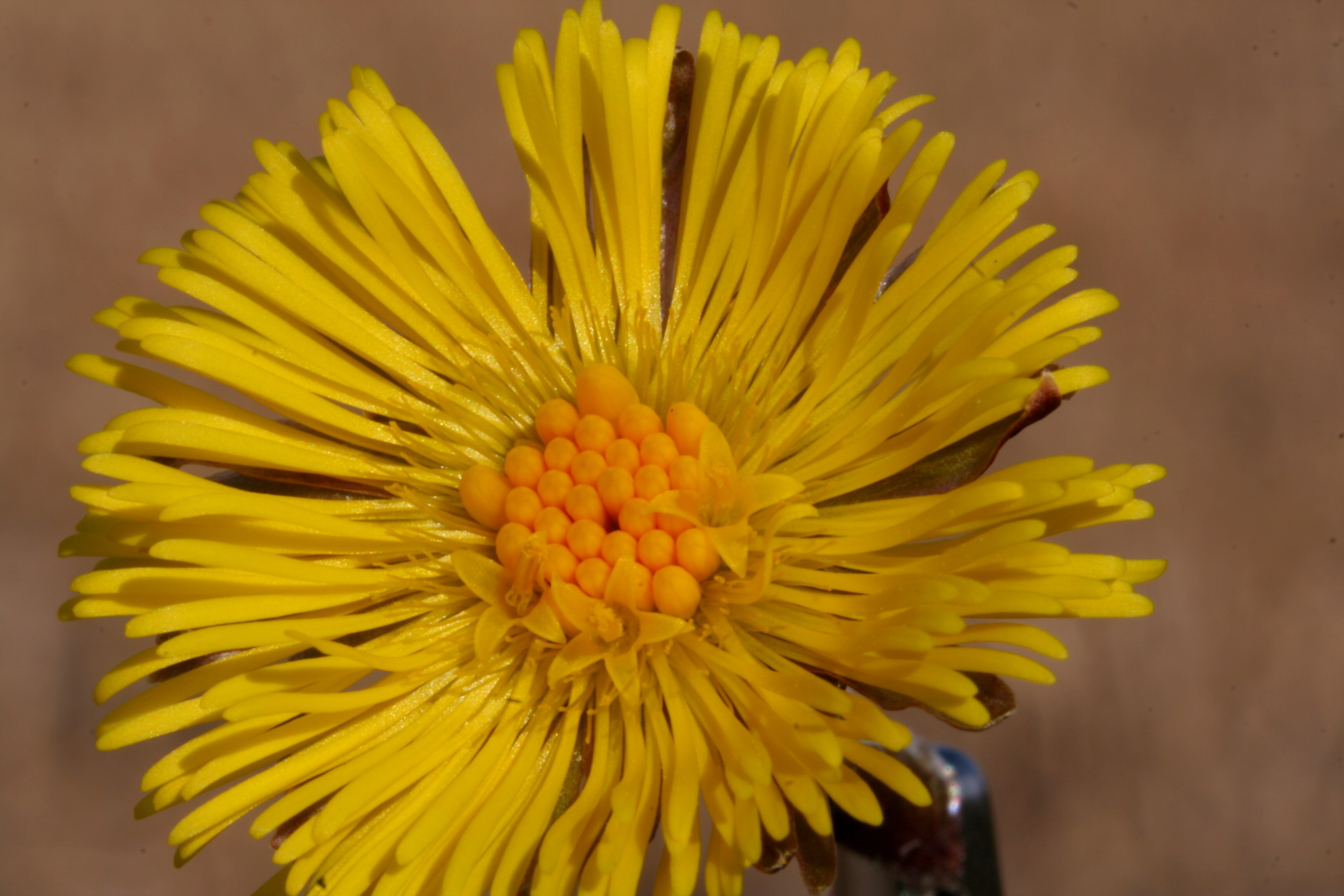
Capolino

Fiori.  I fiori sono tetra-ciclici (formati cioè da 4 verticilli: calice – corolla – androceo – gineceo) e pentameri (calice e corolla formati da 5 elementi). Sono inoltre ermafroditi, più precisamente i fiori del raggio (quelli ligulati e zigomorfi) sono femminili; mentre quelli del disco centrale (tubulosi e actinomorfi) sono bisessuali o a volte funzionalmente maschili. 

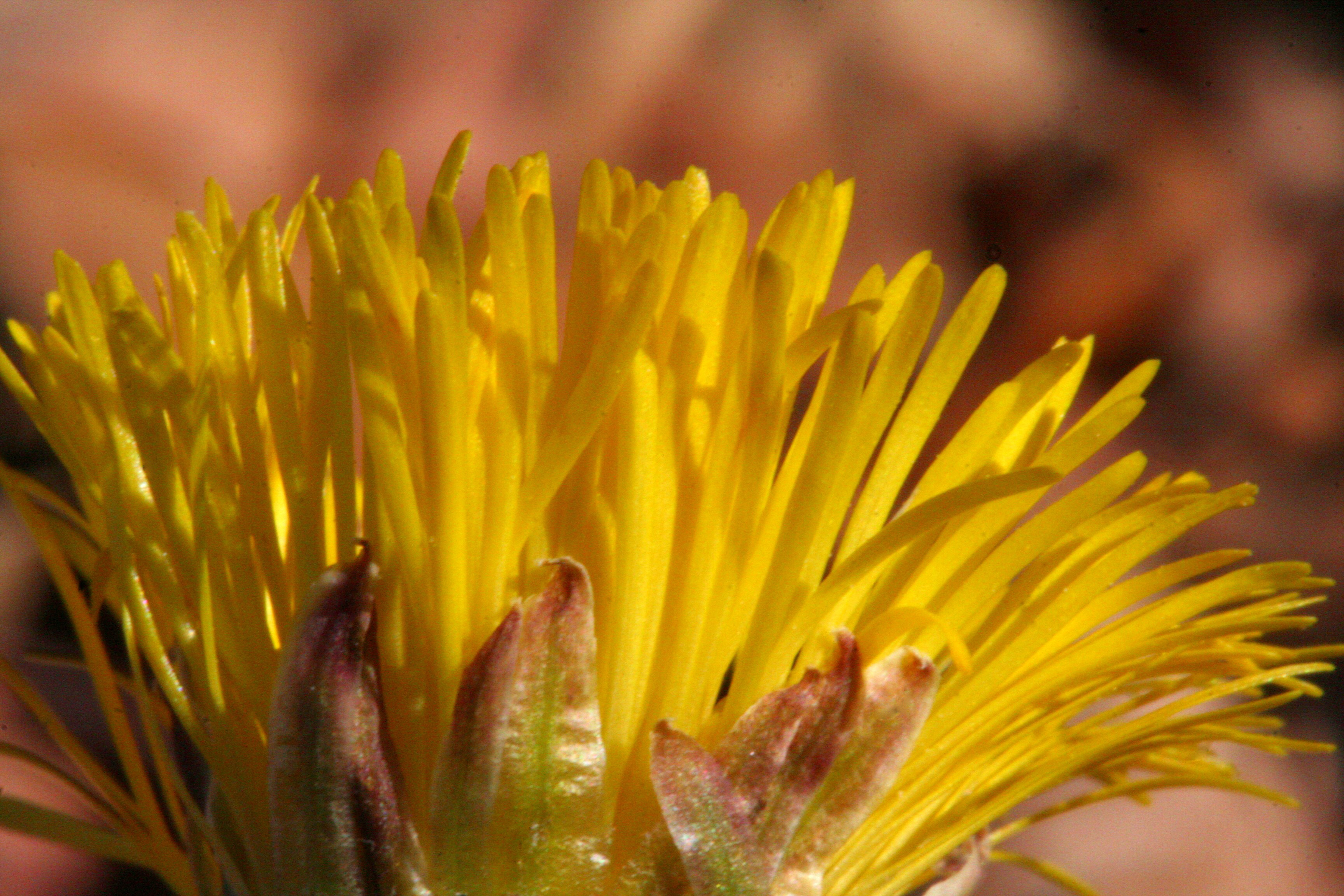
Fiori ligulati
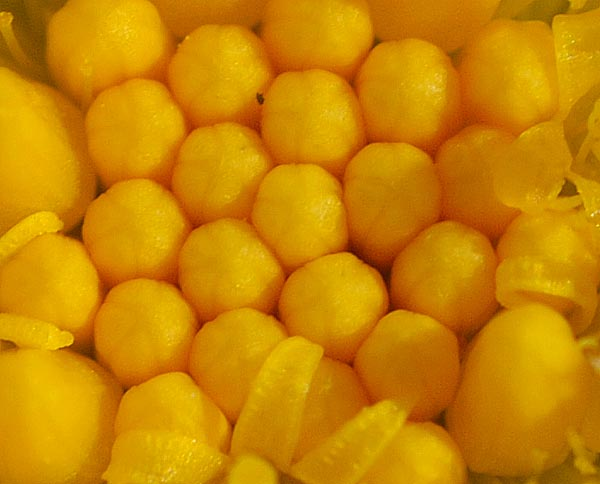
Fiori tubulosi

- Formula fiorale:

*/x K {\displaystyle \infty }, [C (5), A (5)], G 2 (infero), achenio
- Calice: i sepali del calice sono ridotti ad una coroncina di squame.
- Corolla: nella parte inferiore i petali della corolla sono saldati insieme e formano un tubo. In particolare le corolle dei fiori del disco centrale (tubulosi) terminano con delle fauci dilatate a raggiera con cinque brevi lobi più o meno patenti. Nella corolla dei fiori periferici (ligulati) il tubo si trasforma in un prolungamento da ligulato a filiforme, terminante più o meno con cinque dentelli. Il colore delle corolle è giallo vivo tendente all'arancio (soprattutto i fiori del disco centrale).
- Androceo: gli stami sono 5 con dei filamenti liberi. La parte basale del collare dei filamenti può essere dilatata. Le antere invece sono saldate fra di loro e formano un manicotto che circonda lo stilo. Le antere sono sagittate e alla base sono ottuse. La struttura delle antere è di tipo tetrasporangiato, raramente sono bisporangiate. Il tessuto endoteciale è radiale o polarizzato. Il polline è tricolporato (tipo "helianthoid").[13]
- Gineceo: lo stilo è biforcato con due stigmi nella parte apicale. La forma degli stigmi è clavata; possono essere ricoperti da minute papille. Le superfici stigmatiche sono separate o parzialmente confluenti.  L'ovario è infero uniloculare formato da 2 carpelli.
- Antesi: tra febbraio e aprile (al sud - in Italia - la fioritura può essere anticipata di un mese; mentre a quote più alte può protrarsi fino a maggio inoltrato).

Frutti. I frutti sono degli acheni con pappo. La forma degli acheni varia da cilindrica a sub-cilindrica; la superficie è percorsa da diverse coste longitudinali e può essere glabra. Non sempre il carpoforo è distinguibile. Il pappo è formato da 60 - 100 setole snelle, bianche o fulve. Dimensione degli acheni: 3 – 5 mm. Lunghezza dei pappi: 8 – 12 mm.

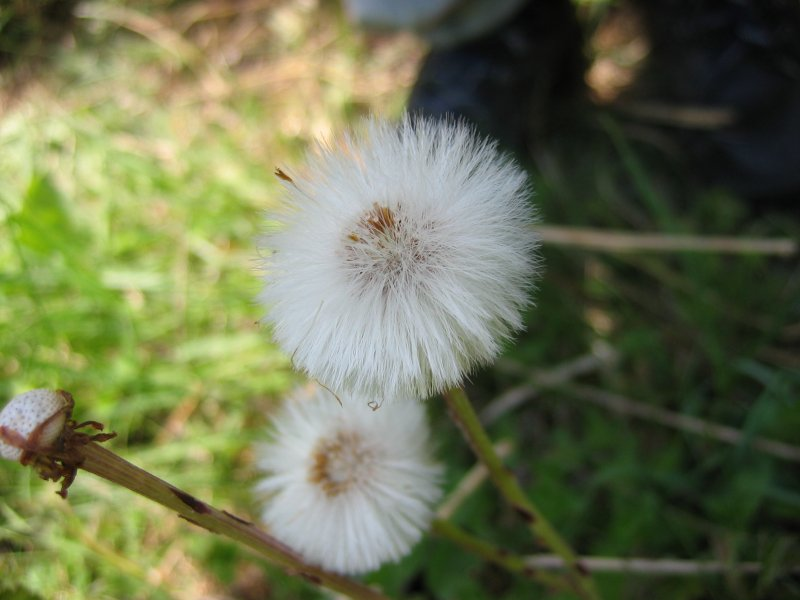
I pappi
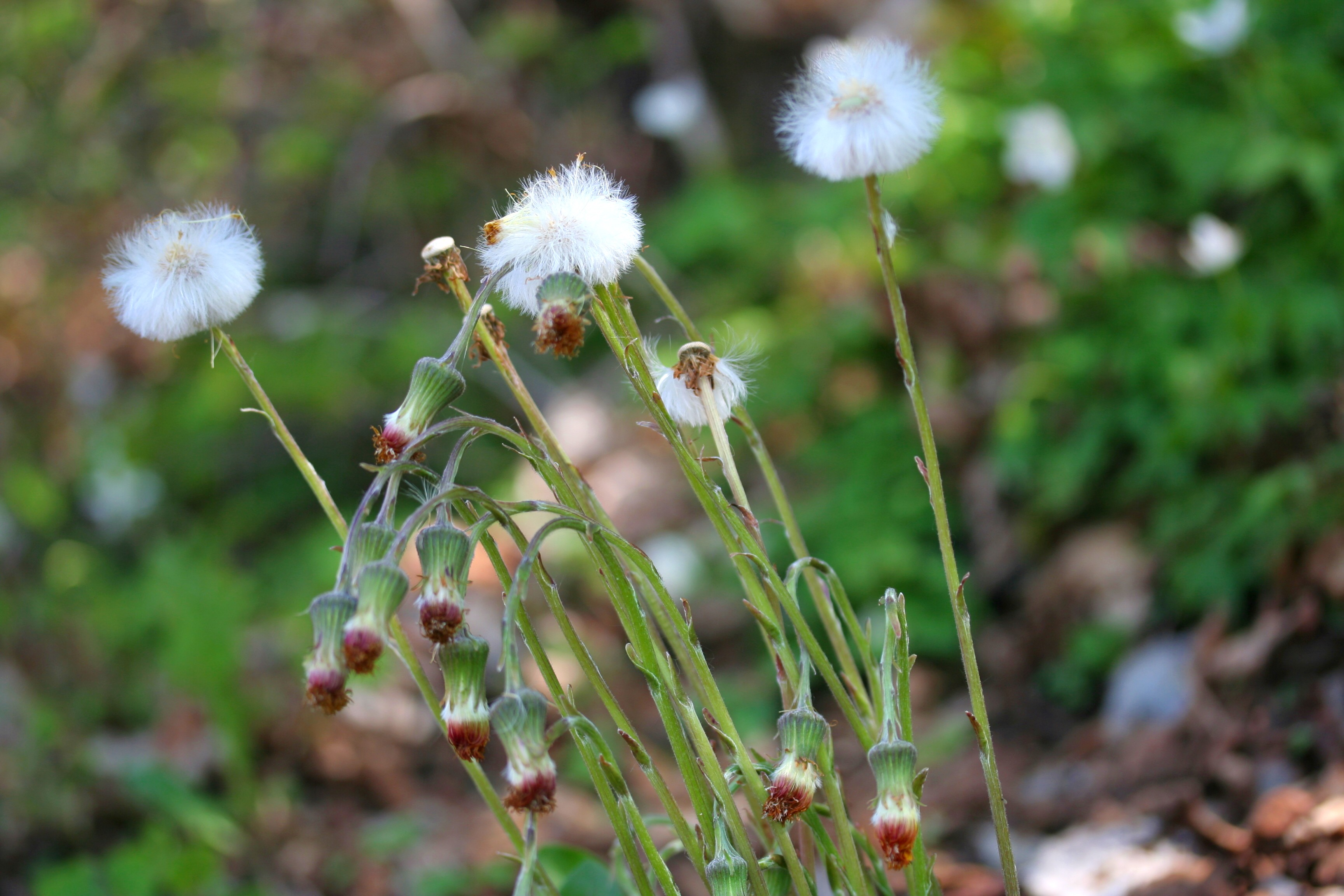
Frutti con pappo

## Biologia
Impollinazione: l'impollinazione avviene tramite insetti (impollinazione entomogama tramite farfalle diurne e notturne).

Riproduzione: la fecondazione avviene fondamentalmente tramite l'impollinazione dei fiori (vedi sopra).

Dispersione: i semi (gli acheni) cadendo a terra sono successivamente dispersi soprattutto da insetti tipo formiche (disseminazione mirmecoria). In questo tipo di piante avviene anche un altro tipo di dispersione: zoocoria. Infatti gli uncini delle brattee dell'involucro (se presenti) si agganciano ai peli degli animali di passaggio disperdendo così anche su lunghe distanze i semi della pianta. Inoltre per merito del pappo il vento può trasportare i semi anche a distanza di alcuni chilometri (disseminazione anemocora).

## Distribuzione e habitat

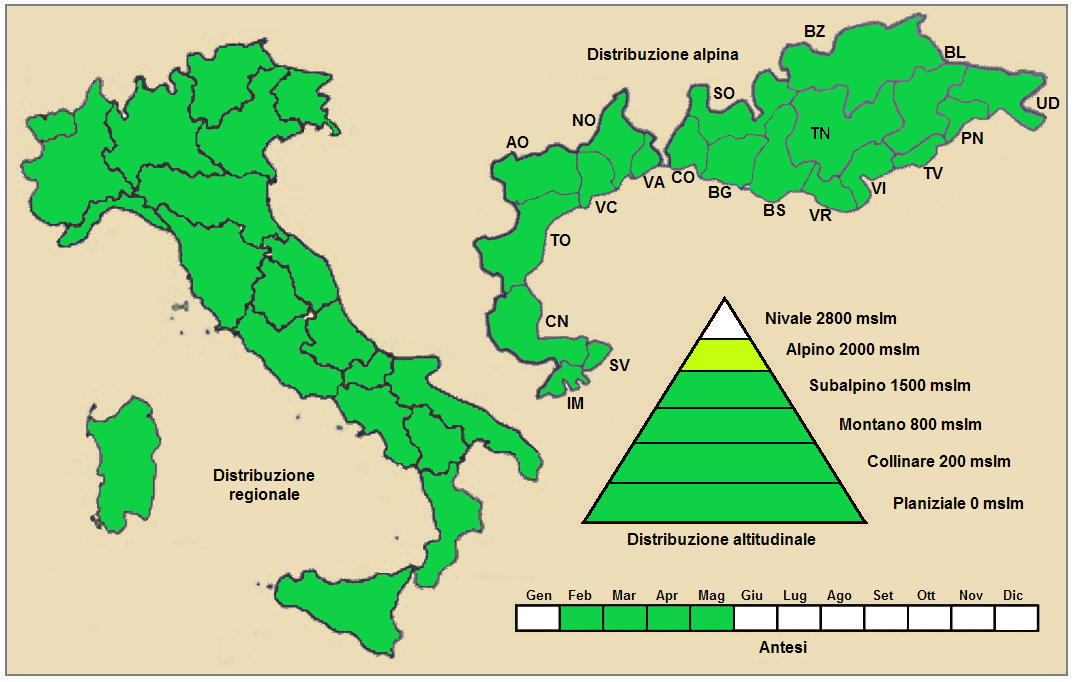
Distribuzione della pianta (Distribuzione regionale – Distribuzione alpina)

Geoelemento: il tipo corologico (area di origine) è Paleotemperato o anche Eurasiatico.
Distribuzione: la presenza di questa pianta sul territorio italiano è totale. Si trova anche in Africa settentrionale e nell'America del nord (lungo le due coste, introdotta e quindi naturalizzata dall'Europa probabilmente nel periodo coloniale). <<<<<<<<<<<<<< Fuori dall'Italia, sempre nelle Alpi, questa specie si trova in Francia, Svizzera, Austria e Slovenia. Sugli altri rilievi collegati alle Alpi è presente nella Foresta Nera, Monti Vosgi, Massiccio del Giura, Massiccio Centrale, Pirenei, Alpi Dinariche, Monti Balcani e Carpazi.  La farfara è comune anche nel resto dell'Europa, in Africa (del nord) e in Asia (nell'America del Nord è presente ma considerata introdotta).
Habitat: l'habitat tipico di questa specie sono luoghi umidi e sottoboschi in terreni a natura argillosa (suolo pesante); ma anche campi coltivati, ambienti ruderali, vicinanze dei corsi d'acqua, ghiaioni e pietraie. Dopo la fioritura con le grandi foglie tende a ricoprire vaste aree di terreno, risultando quindi semi-infestante e di difficile estirpazione a causa del profondo rizoma. Il substrato preferito è sia calcareo che siliceo con pH basico e medi valori nutrizionali del terreno che può essere mediamente umido.
Distribuzione altitudinale: sui rilievi alpini queste piante si possono trovare fino a 2.400 m s.l.m.; frequentano quindi i seguenti piani vegetazionali: collinare, montano e subalpino.

### Fitosociologia
Dal punto di vista fitosociologico alpino Tussilago farfara appartiene alla seguente comunità vegetale:
Formazione: delle comunità perenni nitrofile
Classe: Agropyretea intermedii-repentis

## Tassonomia
La famiglia di appartenenza di questa voce (Asteraceae o Compositae, nomen conservandum) probabilmente originaria del Sud America, è la più numerosa del mondo vegetale, comprende oltre 23.000 specie distribuite su 1.535 generi, oppure 22.750 specie e 1.530 generi secondo altre fonti (una delle checklist più aggiornata elenca fino a 1.679 generi). La famiglia attualmente (2021) è divisa in 16 sottofamiglie; la sottofamiglia Asteroideae è una di queste e rappresenta l'evoluzione più recente di tutta la famiglia.

### Filogenesi
Il genere di questa voce appartiene alla sottotribù Tussilagininae della tribù Senecioneae (una delle 21 tribù della sottofamiglia Asteroideae). La sottotribù descritta in tempi moderni da Bremer (1994), dopo le analisi di tipo filogenetico sul DNA del plastidio (Pelser et al., 2007) è risultata parafiletica con le sottotribù Othonninae e Brachyglottidinae annidiate al suo interno. Attualmente con questa nuova circoscrizione la sottotribù Tussilagininae s.s. risulta suddivisa in quattro subcladi.
Le “Tossilaggine”, tradizionalmente, fanno parte della sottofamiglia delle "Tubiflore" (o attualmente Asteroideae); sottofamiglia caratterizzata dall'avere capolini con fiori tubulosi al centro ed eventualmente fiori ligulati alla periferia, brattee dell'involucro ben sviluppate e frutti con pappo biancastro e morbido. Il genere di questa voce appartiene a un subclade abbastanza ben supportato comprendente i generi Endocellion, Homogyne, Petasites e Tussilago. Questi generi prediligono climi temperato/boreali in areali prevalentemente settentrionali e con una distribuzione eurasiatica con un unico rappresentante nel Nord America, vale a dire il polimorfo Petasites frigidus.
I caratteri distintivi per la specie  Tussilago farfara sono:
- gli scapi portano di solito un solo capolino;
- le foglie basali (larghe) si sviluppano dopo l'antesi;
- le foglie cauline sono squamiformi;
- i fiori del raggio sono molti ed hanno delle lamine lineari.

Il numero cromosomico della specie è: 2n = 60 e 72.

### Sinonimi
Sono elencati alcuni sinonimi per questa entità:
- Cineraria farfara (L.) Bernh.
- Farfara radiata  Gilib.
- Petasites farfara  Baill.
- Tussilago alpestris  Hegetschw.
- Tussilago generalis  E.H.L.Krause
- Tussilago radiata  Gilib.
- Tussilago ruderalis  Salisb.
- Tussilago rupestris  Wall.
- Tussilago umbertina  Borbás
- Tussilago vulgaris  Lam.

### Specie simili
Anche se la forma generale del fiore è molto comune: quella tipica delle “margherite”, e anche se i fiori gialli abbondano ovunque, basta pensare alla moltitudine degli “Sparvieri” (genere Hieracium) o "Crepidi" (genere Crepis) e altri ancora, sono comunque fiori molto facilmente individuabili in quanto sono tra i primi a fiorire alla fine dell'inverno-inizio primavera, ma soprattutto hanno dei caratteristici fusti carnosi e cotonosi. È più facile invece confondere queste piante, dopo la fioritura, in quanto hanno delle foglie simili ad altre specie come quelle del genere Petasites che tra l'altro vivono negli stessi habitat:
- Petasites hybridus (L.) Gaertn. - Farfaraccio maggiore: la lamina delle foglie è più rotondeggiante e inoltre sono più grandi (fino a 60 cm).
- Petasites albus (L.) Gaertn. - Farfaraccio bianco: la lamina delle foglie è chiaramente reniforme.
- Petasites paradoxus (Retz.) Baumg. - Farfaraccio niveo: la lamina delle foglie è più triangolare.

## Usi

### Farmacia
- Sostanze presenti: olio etereo (amarognolo), glucoside (tussilagina), mucillagini, tannini (fino al 17%), inulina (fino al 17%), sali minerali (nitrato potassico, ferro e zinco) fino al 3% (delle ceneri), acido malico, peptina, acido gallico e acetico[3][19].
- Proprietà curative: la Farfara è una delle piante più conosciute in erboristeria, ma viene usata anche in farmacologia contro la tosse e l'asma (bechica-azione calmante della tosse ed espettorante-favorisce l'espulsione delle secrezioni bronchiali[3]). Altre proprietà sono: antinfiammatorie (attenua uno stato infiammatorio), decongestionanti (diminuisce l'apporto sanguigno in una data parte del corpo), sedative bronchiali, antinevralgiche (calma le infiammazioni di derivazioni nervosa) ed emollienti (risolve uno stato infiammatorio). La radice invece è usata come diaforetico (agevola la traspirazione cutanea)[19][20].
- Parti usate: i fiori raccolti senza gambo prima della completa fioritura con i quali (una volta essiccati) si preparano tisane e infusi. Le foglie invece si raccolgono in estate e senza gambo. In alcune regioni italiane viene regolamentata la massima quantità di raccolta di questi fiori.

#### Effetti avversi
Gli alcaloidi pirrolizidinici presenti nella pianta possono provocare cirrosi epatica ed epatocarcinoma, mentre i lattoni sesquiterpenici reazioni allergiche.

### Cucina
Le giovani parti della pianta possono essere usate crude come insalata o cotte come contorno. La presenza di alcuni alcaloidi però ne consiglia un uso moderato.

### Giardinaggio
Raramente questa pianta è usata nel giardinaggio in quanto risulta invasiva. Per questo uso comunque sono disponibili delle belle varietà con foglie macchiate di giallo.

### Altri usi
- Alcune parti di questa pianta (come ad esempio i fiori) vengono usate nelle misture del tabacco da pipa per il loro profumo di liquirizia[19]. Durante le guerre, a causa delle ridotte importazioni di tabacco, si usavano le foglie per fare tabacco da sigaretta.
- L'industria da alcune parti di questa pianta ricava stoppa e olio.
- È una pianta visitata dalle api, ed è importante perché una delle prime a fornir loro importanti quantità di polline e nettare alla fine dell'inverno.[22]